# Monito
Monito − niewielka wyspa w archipelagu Wielkich Antyli, należąca do Portoryko. Położona jest w cieśninie Mona, około 5 km na północny wschód od wybrzeży wyspy Mona. Zajmuje powierzchnię około 16 ha, a najwyższy punkt na wyspie mierzy 63 m.